# Roccapalumba-Alia
Roccapalumba-Alia (wł. Stazione di Roccapalumba-Alia) – stacja kolejowa w Roccapalumba, w prowincji Palermo, w regionie Sycylia, we Włoszech. Stacja znajduje się na linii Palermo – Katania oraz Palermo – Porto Empedocle. Stacja położona jest dokładnie pomiędzy gminami Roccapalumba i Alia.
Według klasyfikacji RFI ma kategorię brązową.

## Linie kolejowe
- Linia Palermo – Katania
- Linia Palermo – Porto Empedocle